# Veseuș
Veseuș ['veseuʃ] (veraltet Vesăuș; deutsch Michelsdorf, ungarisch Szásznagyvesszős) ist ein rumänisches Dorf im Kreis Alba in der Region Siebenbürgen. Es gehört zu der Gemeinde Jidvei (Seiden).
Der Ort ist auch unter der deutschen Bezeichnung Mechelsdorf und der ungarischen Veszős bekannt.

## Geographische Lage

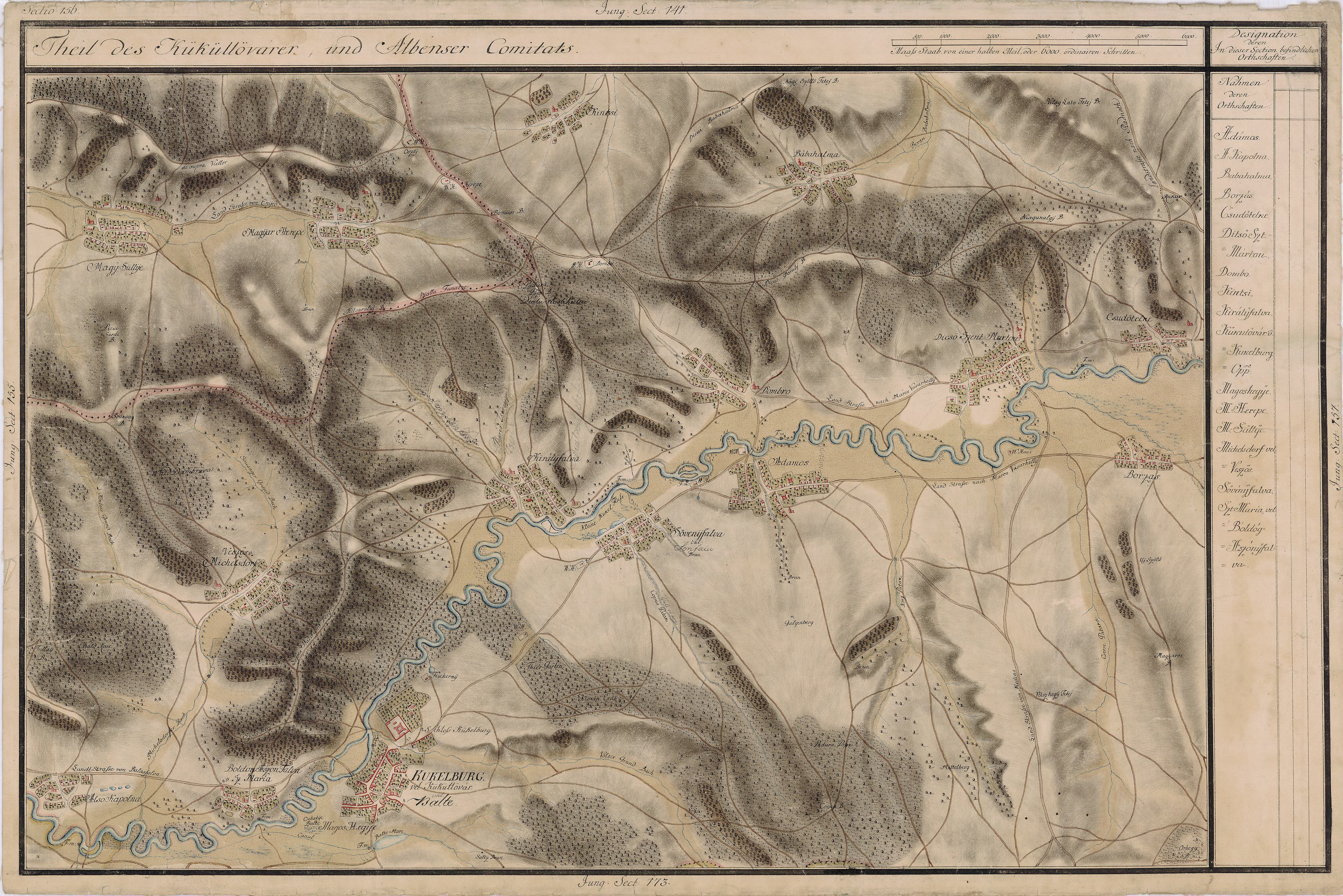
Veszõs v. Michelsdorf in der Josephinischen Landaufnahme von 1769 bis 1773.

Veseuș liegt am Michelsdorfer Bach etwa sechs Kilometer nördlich des Flusses Târnava Mică (Kleine Kokel) im historischen Komitat Klein-Kokelburg. An der Dorfstraße (drum comunal) DC 29 befindet sich Veseuș ca. sieben Kilometer nordöstlich vom Gemeindezentrum; die Kreishauptstadt Alba Iulia (Karlsburg) liegt etwa 60 Kilometer südwestlich.

## Geschichte
Um 1142 wurden erste deutsche Siedler vom ungarischen König ins Land gerufen, welche sich im Gebiet des heutigen Hermannstadts ansiedelten. 1224 erteilte Andreas II. den Goldenen Freibrief. Um 1240 erfolgte ein Überfall der Tataren und Mongolen.
1332 wurde der von Siebenbürger Sachsen gegründete Ort erstmals urkundlich genannt. 1504 wurde die Kirche errichtet (1557 oder 1558; erste Glocke).

## Bevölkerung
Die Bevölkerung des Dorfes entwickelte sich wie folgt:
| 1850 | 887   | 330 | 75  | 304 | 178 |
| 1900 | 1.127 | 448 | 137 | 254 | 188 |
| 1941 | 1.297 | 468 | 109 | 428 | 297 |
| 1966 | 1.345 | 881 | 120 | 257 | 87  |
| 1992 | 1.047 | 445 | 99  | 18  | 485 |
| 2002 | 1.044 | 501 | 69  | 4   | 470 |
| 2011 | 988   | 233 | 34  | 2   | 719 |

Die höchste Einwohnerzahl in Veseuș bis 2002 wurde 1966 – gleichzeitig die der Rumänen – ermittelt; die der Rumäniendeutschen 1941, der Magyaren 1900 und die der Roma (687) 2011. 1977 bekannte sich einer als Slowake.
Ab Januar 1945 wurden Deutsche zur Zwangsarbeit in die Sowjetunion verschleppt. Die Einwohner bekamen 1956 die enteigneten Häuser und Höfe zurück. Im Dorf wohnten 1994 nur noch fünf Menschen, die die deutsche Sprache beherrschten. Heute ist Veseuș vor allem von Rumänen und Roma besiedelt.

## Sehenswürdigkeiten
- Die evangelische Kirche,[6] 1504 errichtet und der Glockenturm 1825 erneuert, stehen unter Denkmalschutz.[7]